# Den lille Garnison
Den lille Garnison er en dansk stumfilm fra 1913 produceret af Thomas S. Hermansen. Filmens instruktør er ukendt.
Filmen havde biografpremiere den 7. marts 1913.

## Handling
Denne artikel mangler et handlingsreferat. Hjælp os med at skrive det.

## Medvirkende
- Marius Egeskov som Løjtnant
- Niels Springborg